# 한림도서관
한림도서관은 경기도 수원시 권선구 소재의 시립 도서관이다.

## 연혁
- 2013. 08. 20. 도서관 착공
- 2014. 05. 15. 도서관 준공
- 2014. 06. 24. 도서관 개관

## 이용 안내
이용 시간
| 구분         | 월~목요일   | 토·일요일   |
| ------------ | ----------- | ----------- |
| 어린이자료실 | 09:00~18:00 | 09:00~17:00 |
| 한림홀       | 09:00~22:00 | 09:00~17:00 |
| 종합자료실   | 07:00~23:00 | 07:00~21:00 |

휴관일
- 매주 금요일